# مارتيلا

خريطة تبين موقع البلدية

مارتيلا (بالسويدية:S:t Mårtens) هي بلدية في جنوب غرب فنلندا. يبلغ تعدادها السكاني حوالي 2.059 (إحصائيات 31 أغسطس 2006).
تقع في ريف فارزينياس زومي على نهر بياميونجوكي حوالي 40 كلم شمال شرق توركو. أول ذكر تاريخي موثوق عن تأسيس هذه البلدية يعود إلى عام 1409. سميت هذه البلدية على اسم القديس مارتن فون تورس.
في عام 1599 وقعت في مارتيلا معركة بين ملك السويد كارل التاسع وملك بولونيا زيغيسموند الثالث.

## أعلام
- غوستاف ماوريتس أرمفلت